# Owen Wijndal
Owen Wijndal (sinh ngày 28 tháng 11 năm 1999) là một cầu thủ bóng đá chuyên nghiệp người Hà Lan thi đấu ở vị trí hậu vệ cho câu lạc bộ Antwerp tại Belgian Pro League theo dạng cho mượn từ Ajax . Anh đại diện cho đội tuyển quốc gia Hà Lan.